# Arctia aphenges
Arctia aphenges là một loài bướm đêm thuộc phân họ Arctiinae, họ Erebidae.